# ليو يوي
ليو يوي (بالصينية: 刘越) (12 يوليو 1975 بجينان في الصين - ) هو لاعب كرة قدم صيني في مركز الدفاع. شارك مع منتخب الصين لكرة القدم. أما مع النوادي، فقد لعب مع شاندونغ لونينغ ونادي تشونغتشينغ ليانغجيانغ وYunnan Hongta F.C. ‏.

## وصلات خارجية
- ليو يوي على موقع قاعدة بيانات كرة القدم.إي يو (الإنجليزية)
- ليو يوي على موقع ناشيونال فوتبول تيمز (الإنجليزية)